# Дряновец (Добричская область)
Дряновец (болг. Дряновец) — село в Болгарии. Находится в Добричской области, входит в общину Добричка. Население составляет 43 человека.

## Политическая ситуация
В местном кметстве Фелдфебел-Денково, в состав которого входит Дряновец, должность кмета (старосты) исполняет Берол Ахмед Али (Движение за права и свободы (ДПС)) по результатам выборов.
Кмет (мэр) общины Добричка — Петко Йорданов Петков (Болгарская социалистическая партия)  по результатам выборов.